# Laura Benanti
Laura Benanti, född 15 juli 1979 i New York, är en amerikansk skådespelare.
Benanti har bland annat medverkat i TV-serierna Supergirl och Gossip Girl. Hon har även medverkat i filmen No Hard Feelings.

## Filmografi (i urval)
- 2015 – Supergirl (TV-serie)
- 2021 – 2023 (TV-serie)
- 2023 – The Gilded Age (TV-serie)
- 2023 – No Hard Feelings